# Fiat 512
Fiat 512 – samochód osobowy produkowany przez włoski koncern motoryzacyjny Fiat w latach 1926–1928. Samochód był pod względem technicznym rozwinięciem innego modelu Fiata, Fiat 510. Ulepszono system zawieszenia oraz hamulce. Powstało około 2600 egzemplarzy Fiata 512.